# 이진복 (관료)
이진복(李晋馥, 1913년 4월 30일~1999년 7월 12일)은 대한민국의 정치인이다. 제11대 체신부 차관을 지냈다.
본관은 한산(韓山), 호(號)는 포룡(浦龍)·산남(山南)이다.

## 생애

### 주요 경력
- 대한민국 행정 공직 입문(1948년 8월 21일).
- 강원도 도지사 직무대행 서리(1949년 11월 15일 ~ 1949년 11월 17일).
- 충청남도 도지사 직무대행 서리(1952년 8월 29일 ~ 1952년 9월 9일).
- 충청북도 도지사 직무대행 서리(1953년 11월 23일 ~ 1953년 12월 10일).
- 대한민국 체신부 행정차관보(1959년 ~ 1964년).
- 대한민국 체신부 차관 직무대행 서리.
- 대한민국 체신부 차관.
- 대한민국 체신부 차관 겸 장관 직무대행 서리(1966년).

### 학력
- 일본 와세다 대학교 정치경제학과 학사(1938년)
- 대한민국 국방대학교 행정학사 1기(1956년)

### 정당 당원 이력
- 前 한국독립당 국가시민행정특보위원(1968년~1969년)

## 가족 관계
- 그의 슬하 3남 3녀(6남매) 중 3남이자 막내아들은 포크 팝 음악 싱어송라이터 이태원이다.